# Ntsoudjini
Ntsoudjini är en ort på ön Grande Comore på Komorerna. Den hade 3 559 invånare år 2003.